# Предок
Предки (діди, прадіди, прабатьки) — померлі родичі, наділені високим сакральним статусом, співвідносні з мітологічними родоначальниками та опікунами будинку (див. Домовик), захисники та опікуни роду й господарства. 
Далекий предок, родоначальник, називається пращуром.
Дві людини є родичами, якщо один із них — предок іншого, або вони мають спільного предка. 
За Далем, предок — прабатько, праотець, прадід та праматір; родоначальник, попередник родини, роду, племені по висхідному коліну. Ушаков описує це поняття як «родоначальник, особа, яка жила на кілька поколінь раніше й належала до того ж роду». 
У слов'янському культі мертвих «чистими» небіжчиками є предки, які померли своєю смертю, поховані відповідно до похоронних норм та отримали упокій на «тому світі». Їх протиставляють небезпечним «нечистим» небіжчикам, померлим «не своєю» смертю й наділеним демонологічними рисами. За давньоруськими джерелами відомо про поклоніння предкам у слов'ян в дохристиянський період. 